# 扎代雷瓦奇
49°8′3″N 23°56′6″E / 49.13417°N 23.93500°E
扎代雷瓦奇（烏克蘭語：Задеревач），是烏克蘭的村庄，位於該國西部利沃夫州，由斯特雷區莫爾申市鎮負責管轄，始建於1459年，面積6.7平方公里，海拔高度322米，2022年該城鎮人口568。